# 肇庆堂
肇庆堂，位于中国广东省梅州市大埔县百侯镇侯南村，为梅州市大埔县的一个县级文物保护单位，类型为古建筑，公布时间为2005年。2019年10月16日，由中华人民共和国国务院以“大埔肇庆堂”之名公布为第八批全国重点文物保护单位。
肇庆堂的历史年代为民国六年（1917）。